# Emmanuel Ballyet
Emmanuel Ballyet OCD (* 18. November 1702 in Marnay; † 4. April 1773 in Bagdad) war ein französischer Karmelit und Bischof.

## Leben
Jean-Claude Ballyet (auch Baillet), geboren 1702 in Marnay als Sohn eines Notars, trat mit dem Ordensnamen Emmanuel de Saint-Albert in das Kloster der Unbeschuhten Karmeliten in Gray ein, dessen Prior sein älterer Bruder Philibert war (Symphorien de Saint-André Ballyet 1690–1775, später Generaloberer seines Ordens). 1726 zum Priester geweiht, erhielt er seine weitere Ausbildung und Einweisung am Missionsseminar Sankt Pankratius in Rom und wurde im März 1728 von der Kongregation Propaganda Fide als Apostolischer Provikar nach Bagdad geschickt, dessen Bischof Dominique Varlet sich in den Niederlanden aufhielt.
Im September 1728 dort angekommen, lernte er Türkisch und die Landessprachen und stellte sich offiziell unter den Schutz Frankreichs. Vom Pascha in Bagdad erhielt er die Erlaubnis, eine Mission zu gründen, mit einer Kirche, einer Residenz für Missionare, einer Schule und einem Hospiz, die aber 1737 als Opfer der Eifersucht christlicher Sekten und der Verfolgung durch die Türken wieder zerstört wurde; die inhaftierten Missionare mussten gegen ein Lösegeld ausgelöst werden.
Ballyet berief sich dann auf den Schutz des französischen Königs, der ihm durch Provision vom 8. Mai 1741 das Amt des französischen Konsuls in Bagdad gewährte. Damit verbunden war (nach dem Tod seines Vorgängers Varlet) das Amt des Bischofs von Babylon-Bagdad, zu dem er am 21. Dezember 1743 von Bischof Paul Alphéran de Bussan in der Kathedrale von Malta geweiht wurde. Auf Malta blieb er bis Oktober 1741 und erreichte am 5. Juli 1746 wieder Bagdad, nachdem er Syrien, das Libanongebirge und Aleppo durchquert bzw. bereist hatte.
In seinem Bericht vom 3. Mai 1746 an den für die Kolonien zuständigen französischen Marineminister Maurepas stellte er die wirtschaftliche Bedeutung Bagdads heraus, die durch den Krieg zwischen Frankreich und England in Indien noch zugenommen hätte. 1747 unternahm er eine Pastoralreise in den Süden seiner Diözese. Seine Position in Bagdad blieb jedoch prekär: Nach dem Tod des türkischen Gouverneurs Achmet Pascha Anfang 1749 entwickelten sich Unruhen. Verfolgungen gegen Christen wurden wieder aufgenommen. Sein Haus wurde am 31. Juli 1749 besetzt und geplündert, er selbst acht Tage lang eingesperrt. Im November 1753 kehrte er nach Europa zurück, um dort seine materiellen Interessen zu verteidigen, sowohl in Rom, wo er sich im November 1753 aufhielt und mehrmals von Papst Benedikt XIV. empfangen wurde, als auch in Paris, wo er das durch den Tod des Erzbischofs von Besançon, Antoine-Pierre II. de Grammont, am 7. September 1754 vakante Benediktinerpriorat Morteau in der Franche-Comté mit 15.000 Livres Jahreseinkommen erhielt. Für seinen Bericht an Papst Benedikt XIV., der 1754 in Rom in französischer und lateinischer Sprache publiziert wurde, dankte ihm der Papst durch Übersendung von 2500 römischen Scudi.
Nach einem fünfmonatigen Aufenthalt in der Franche-Comté kam er am 24. Mai 1756 über Alexandrette und Aleppo wieder nach Bagdad, nachdem er in nur drei Wochen die Wüste durchquert hatte. Er kümmerte sich um den Kauf von Pferden für den französischen König und vervollständigte seine 6300 Stücke umfassende Medaillensammlung, die nach seinem Tod in den Besitz eines Herrn von Magnoncourt aus Frasne-le-Châtel gelangte und 1841 in Paris verkauft wurde. 1760 nahm ihm ein Dekret der Propaganda-Kongregation einen Teil seiner Jurisdiktion. 1765 kehrte er zum letzten Mal nach Frankreich zurück, wo er im Februar 1766 nach einer schwierigen Reise ankam, auf der er sich in Damaskus und Morea hatte freikaufen müssen. In der Franche-Comté gab es Streitigkeiten mit den Benediktinern von Morteau, die nach mehreren Gerichtsverfahren mit einer am 1. April 1767 geschlossenen und im März 1772 im Parlament von Besançon registrierten Vereinbarung beigelegt wurden. Er ging dann nach Paris und Rom, wo er sich porträtieren ließ, und erreichte Anfang November 1767 wieder Bagdad.
Seine letzten Jahre in Persien verliefen friedlich. Er berichtet, dass der Handel, der unter den Auswirkungen des Krieges zwischen der Türkei und Russland gelitten hatte, 1772 wieder aufgenommen wurde. Er starb 1773 während einer Pestepidemie.

## Werke
- Relation faite à Rome en 1754 à notre Saint-Père le pape Benoît XIV du commencement, du progres, et de l’etat present de la mission de Babylone. Rom 1754